# Melween N'Dongala
Melween N'Dongala, née le 6 septembre 2004 à Argenteuil, est une footballeuse internationale française, qui joue au poste d'arrière droit au Paris FC.

## Biographie

### Jeunesse
Melween N'Dongala naît le 6 septembre 2004 à Argenteuil. Elle commence le football lors des matchs pendant la récréation à l'école, puis en jouant avec son frère dans les city-stades de son quartier.

### Carrière

#### En club
Elle évolue en club d'abord à l'ES Marly-la-Ville, avant de rejoindre à l'âge de quinze ans le pôle espoirs du Paris FC.
N'Dongala fait ses débuts en équipe première au cours de la saison 2022-2023. En juillet 2023, elle signe son premier contrat professionnel, d'une durée d'une saison, avec le club de la capitale.
En février 2024, elle prolonge son contrat avec le Paris FC jusqu'en 2026.

#### En sélection
En février 2025, elle est convoquée pour la première fois en équipe de France pour préparer les matchs de Ligue des nations face à la Norvège et l'Islande. Elle reste cependant sur le banc lors de ces deux rencontres.
Melween N'Dongala honore sa première cape le 30 mai 2025 au cours d'un match de la même Ligue des nations face à la Suisse, en remplaçant Griedge Mbock à un quart d'heure du terme de la rencontre. Elle est titularisée pour la première fois quatre jours plus tard contre l'Islande. Le 5 juin 2025, elle figure dans la liste des 23 joueuses retenues par Laurent Bonadei pour disputer le Championnat d'Europe en Suisse.

## Palmarès
- Paris FC
  - Vainqueuse de la Coupe de France en 2025.